# اسکای اوییشن (اندونزی)
اسکای اوییشن (به انگلیسی: Sky Aviation (Indonesia)) یک شرکت هواپیمایی است که در تاریخ ۲۰۱۰ میلادی تأسیس شده است. دفتر مرکزی اسکای اوییشن در جاکارتا، اندونزی واقع شده‌است و به ۲۱ مقصد، پرواز مستقیم انجام می‌دهد.